# Ulvaceae
Ulvaceae, porodica zelenih alga iz reda Ulvales. Postoji preko 150 vrsta, najviše u rodu Ulva, koja je porodici i redu dala svoje ime.

## Rodovi i broj vrsta
1. Enteromorpha Link   22
2. Enteronia Chevallier   2
3. Gemina V.J.Chapman   4
4. Letterstedtia Areschoug   3
5. Lobata V.J.Chapman   1
6. Ochlochaete Thwaites   2
7. Percursaria Bory   1
8. Phycoseris Kützing   1
9. Pseudoneochloris Watanabe, Himizu, Lewis, Floyd & Fuerst   1
10. Ruthnielsenia C.J.O’Kelly, B.Wynsor & W.K.Bellows   1
11. Solenia C.Agardh   3
12. Ulva Linnaeus   129
13. Ulvaria Ruprecht   3
14. Umbraulva E.H.Bae & I.K.Lee   5